# Карл-Уве Щеб
Карл-Уве Щеб (на немски: Carl-Uwe Steeb) е германски тенисист.

## Биография
Карл-Уве Щеб е роден на 1 септември 1967 в Аален, Германия.

## Кариера
Карл-Уве Щеб става професионалист през 1986 г. Той печели първата си титла от най-високо ниво на сингъл през 1989 г. в Гщаад. Най-доброто му представяне на сингъл в турнири от Големия шлем е достигането до четвъртия кръг на Откритото първенство на Австралия през 1988 г., Откритото първенство на САЩ през 1991 г. и Откритото първенство на Франция през 1992 г.
Той е член на германския отбора за Купа Дейвис, печели купата през 1988, 1989 и 1993 г., като играе на финала през 1988 и 1989 г.
През кариерата си печели три титли от най-високо ниво на сингъл и три титли на двойки. Най-добрите му класирания в кариерата са, до световен номер 14 на сингъл (през 1990 г.), и световен номер 41 на двойки (през 1989 г. Оттегля се от професионалния тур през 1996 г.
През лятото на 2007 г. става турнирен директор на тенис турнира в Хамбург. Негов приемник е Михаел Щих.
През май 2010 г. Щеб стартира уебсайта tennisnet.com заедно с австрийския бивш топ тенисист Алекс Антонич.

## Кариерна статистика

### ATP финали (3 титли; 8 финала)
|        | П–З   | Година | Турнир                 | Клас           | Настилка  | Опонент          | Резултат                                 |
| ------ | ----- | ------ | ---------------------- | -------------- | --------- | ---------------- | ---------------------------------------- |
| Победа | 1 – 0 | 1989   | Суис Оупън             | Гран При       | Клей      | Магнус Густафсон | 6 – 7(6 – 8), 3 – 6, 6 – 2, 6 – 4, 6 – 2 |
| Загуба | 1 – 1 | 1989   | Токио Индор            | Гран При       | Килим (з) | Аарон Крикстейн  | 2 – 6, 2 – 6                             |
| Загуба | 1 – 2 | 1990   | Сидни Интернешънъл     | Световни серии | Твърда    | Яник Ноа         | 7 – 5, 3 – 6, 4 – 6                      |
| Загуба | 1 – 3 | 1990   | Брюксел Индор          | Шампионски     | Килим (з) | Борис Бекер      | 5 – 7, 2 – 6, 2 – 6                      |
| Победа | 2 – 3 | 1991   | Хипо Груп Интернешънъл | Световни серии | Клей      | Жорди Арезе      | 6 – 3, 6 – 4                             |
| Загуба | 2 – 4 | 1992   | Купа на Кремъл         | Световни серии | Килим (з) | Марк Росе        | 2 – 6, 2 – 6                             |
| Загуба | 2 – 5 | 1993   | Джакарта Оупън         | Световни серии | Твърда    | Майкъл Ченг      | 6 – 2, 2 – 6, 1 – 6                      |
| Победа | 3 – 5 | 1995   | Купа на Кремъл         | Световни серии | Килим (з) | Даниел Вацек     | 7 – 6(7 – 5), 3 – 6, 7 – 6(8 – 6)        |